# Billy Graham (catch)
Pour les articles homonymes, voir Billy Graham (homonymie), Graham et Coleman.
Eldridge Wayne Coleman, plus connu sous le nom de « Superstar » Billy Graham, est un catcheur (lutteur professionnel) américain né le 7 juin 1943 à Paradise Valley en Arizona et mort le 17 mai 2023 à Phoenix.
Il est brièvement joueur de football canadien en 1968 chez les Alouettes de Montréal et n'est pas conservé la saison suivante. 
Il décide de devenir catcheur en 1970 après s'être entraîné auprès de Stu Hart et commence sa carrière à la Stampede Wrestling, la fédération de catch de Hart. Il retourne ensuite aux États-Unis où il prend le nom de ring de Billy Graham dans les territoires de la National Wrestling Alliance puis à l'American Wrestling Association.
C'est à la World Wide Wrestling Federation (WWWF) qu'il devient célèbre en remportant le championnat poids lourd de la WWWF. Il quitte la WWWF en 1978 et lutte ensuite principalement en Floride avant de retourner à la World Wrestling Federation (WWF) entre 1982 et 1983 puis de 1986 à 1988. Il arrête sa carrière juste après à la suite de plusieurs ennuis de santé.
Il est membre du Wrestling Observer Newsletter Hall of Fame depuis 1996, du WWE Hall of Fame depuis 2004 et du Professional Wrestling Hall of Fame and Museum depuis 2009.

## Biographie

### Jeunesse
Coleman grandit dans l'Arizona, durant son adolescence il fait de la musculation à son domicile. Cela lui permet de se distinguer au sein de l'équipe d'athlétisme de son lycée où il fait du lancer de poids et de disque. Il se fait renvoyer de son lycée à la suite de problèmes disciplinaires liés à ses fréquentations de l'époque. En 1959, il s'essaie à la boxe et participe au tournoi Golden Gloves de son état dans la catégorie des poids lourd où il échoue en finale.
Au début des années 1960, il rencontre un pasteur catholique born again et il l'accompagne comme chanteur de gospel dans des petites villes du Sud des États-Unis. Durant cette période, il gagne sa vie comme videur dans des bars puis comme collecteur de dettes pour des casinos de Las Vegas,. En 1966, il entame une carrière de joueur de football américain et signe un contrat avec les Orbits de Waterbury (en), une équipe de l'Atlantic Coast Football League (en), mais ne joue aucun match. Par la suite, il vit à New York où il tente de faire carrière comme boxeur. Il perd son unique combat professionnel par K.O. technique face à Willis Miles le 21 octobre 1966.
En 1967, il part au Canada tenter sa chance d'abord chez les Stampeders de Calgary avant d'être envoyé chez les Alouettes de Montréal,. Il ne reste qu'une saison dans la ligue canadienne de football où il joue cinq matchs durant la saison 1968.En 1968,il participe aux entrainements de présaison des Raiders d'Oakland,. Alors qu'il a un accord pour être dans le groupe pour la saison, il se déchire le tendon d'achille. Il rejoint les Cowboys de Las Vegas en Continental Football League (en) pour la saison 1969 mais il ne participe à aucun match.
Il part vivre à Los Angeles dans la fin des années 1960. Il y rencontre Arnold Schwarzenegger dans un gymnase et participe à des concours de culturisme. Il remporte le concours West Coast Mr Teen America  et est capable de soulever 605 lb (275 kg) au développé couché.

### Carrière de catcheur

#### Débuts (1970-1975)
Durant les fêtes de fin d'année 1969, Coleman parle au téléphone avec Bob Lueck, un joueur de football canadien originaire de l'Arizona qui l'a aidé à entrer dans la ligue canadienne de football. Lueck lui dit qu'il gagne facilement de l'argent comme catcheur durant l'intersaison à la Stampede Wrestling. Coleman part pour Calgary au début de l'année 1970 et il s'entraine auprès de Stu Hart  dans le donjon (surnom du sous-sol de la maison familiale aménagé en salle d’entraînement),. Sa condition physique impressionne Hart qui déclare dans des interviews à ce propos : « Il est le plus incroyable spécimen que j'ai vu de ma vie ». Il commence sa carrière à la Stampede Wrestling, la fédération de Hart, où il défie des spectateurs au bras de fer. 
Il change de nom de ring pour celui de Billy Graham à son retour à Los Angeles en 1970 afin d’apparaître comme le frère du Dr Jerry Graham. Il choisit le prénom Billy pour rendre hommage à un télévangéliste homonyme.
Il fait équipe avec Pat Patterson à la Big Time Wrestling, le territoire de la National Wrestling Alliance (NWA) de San Francisco, avec qui il devient à deux reprises champion du monde par équipes de la NWA (version San Francisco). Leur premier règne dure du 7 au 23 janvier 1971 où Ray Stevens et Peter Maivia (en) récupèrent ce titre. Le 13 février, Graham et Patterson parviennent à vaincre Stevens et Maivia une seconde fois. Rocky Johnson et Pepper Gomez mettent fin au règne de Graham et Patterson le 18 septembre. Au cours de cette période, Graham apprend beaucoup auprès de son coéquipier et créé son personnage en s'inspirant de Mohamed Ali en rajoutant l'adjectif « Superstar » en hommage à l'opéra rock Jesus Christ Superstar,.
Il part ensuite dans le Minnesota lutter à l'American Wrestling Association (AWA) jusqu'en 1975. Il y devient populaire grâce à son physique et son jeu d'acteur au cours des interviews.  Il participe au tournage du film The Wrestler sorti en 1974, où il joue son propre rôle. Cependant, il ne s'y plait pas car il n'apprécie pas le style old school pratiqué dans cette fédération en plus de trouver le climat du Minnesota trop rigoureux. Au cours de son passage, il devient champion du monde poids lourd de l'International Wrestling Alliance, un championnat de catch utilisé par la fédération japonaise International Wrestling Enterprise, le 16 août 1974. Il part ensuite au Japon où il perd ce titre face à Mighty Inoue le 7 octobre.

#### World Wide Wrestling Federation (1975–1978)

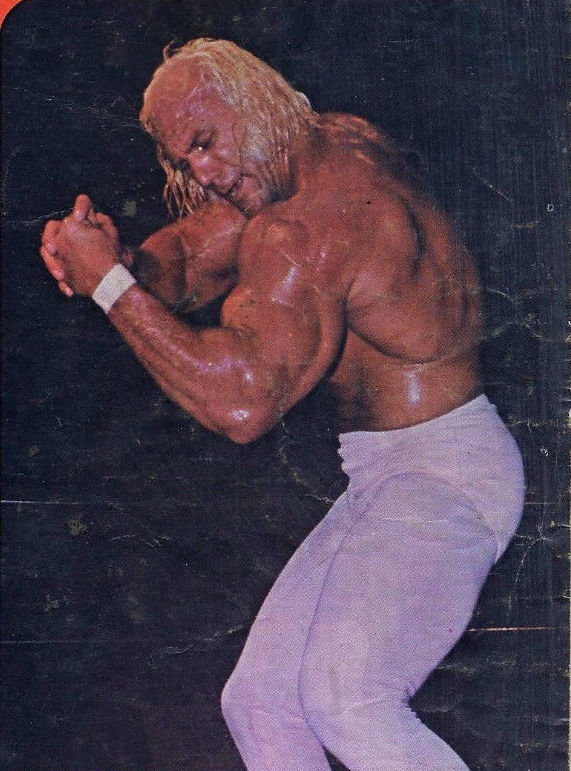
« Superstar » Billy Graham montrant ses muscles en 1975

En 1975, Graham rejoint la World Wide Wrestling Federation (WWWF) où il incarne un heel avec Grand Wizard comme manager,. Il devient populaire auprès du public grâce à son charisme et son jeu d'acteur. Courant 1975, il participe au concours de culturisme Mr America organisé par la World Bodybuilding Guild (WBBG) où il se classe 7e.
Il quitte la WWWF en juin 1976 pour partir en tournée d'abord au Texas puis au Japon à la New Japan Pro Wrestling où il affronte notamment Antonio Inoki. À son retour, il tente de créer sa propre fédération de catch avec Ivan Koloff en Californie. Ce projet tombe à l'eau d'après Graham à cause de Mike LeBell, le promoteur de la National Wrestling Alliance Hollywood Wrestling, qui fait jouer ses relations auprès de la Commission athlétique de l'état de Californie. En fin d'année, il est en Floride à la Championship Wrestling from Florida où il remporte le championnat poids lourd de Floride de la National Wrestling Alliance (NWA) après sa victoire face à Dusty Rhodes le 22 novembre,. Sa tournée continue début 1977 avec un match pour le championnat du monde poids lourd de la NWA face à Harley Race le 11 février,. Il perd ensuite sa ceinture de champion poids lourd de Floride de la NWA face à Rhodes quatre jours plus tard avant de retourner à la WWWF,.
À son retour à la WWWF, il bat Bruno Sammartino le 30 avril 1978 et devient champion poids lourd de la WWWF en ayant les pieds sur une des cordes du ring lors du tombé. Dans les semaines suivantes, les spectateurs se divisent entre ceux qui l'encourage au cours de ses combats et ceux qui le huent faisant de Graham le premier tweener de la WWWF. Il défend avec succès son titre face à la plupart des catcheurs de la WWWF comme Sammartino mais aussi face à des catcheurs venant d'autres fédérations comme le mexicain Mil Máscaras. De plus Vince McMahon, Sr. lui permet d'aller défendre son titre en Floride à la Championship Wrestling from Florida face à Jack Brisco (en) ainsi que Dusty Rhodes. Sa rivalité avec Rhodes est la plus marquante de son règne de champion et donne lieu à un Texas Death match au Madison Square Garden le 24 octobre où Graham conserve son titre.
Après Rhodes, c'est au tour d'Harley Race d'avoir un match de championnat le 25 janvier 1978. Race met en jeu sa ceinture de champion du monde poids lourd de la NWA dans un match au meilleur des trois tombés qui se conclut sur une égalité à un partout après une heure de combat. Il part ensuite en tournée à la New Japan Pro Wrestling et bat notamment Riki Chōshū dans un match sans enjeu ainsi que Seiji Sakaguchi dans un match pour le championnat poids lourd de la WWWF,. Une fois de retour à la WWWF, il perd son titre face à Bob Backlund en ayant un pied sur les cordes. En coulisses, Graham doit apprendre au nouveau champion comment être charismatique. Cela dégoûte Graham qui quitte la WWWF en fin d'année et retourne chez lui à Phoenix.

#### Diverses fédérations aux États-Unis (1979-1982)
Après son départ de la WWWF, Graham commence à avoir des problèmes d'addiction aux stéroïdes. Il travaille dans le Tennessee à la Continental Wrestling Association (CWA) où il est brièvement champion du monde de la CWA après sa victoire face à Jerry Lawler le 8 octobre 1979. Lawler récupère ce titre le 12 novembre.
Il part ensuite à Houston travailler au Gulf Athletic Club et ajoute à son palmarès le championnat de coup de poing américain du Texas de la National Wrestling Alliance le 18 janvier 1980 en battant Mark Lewin. Lewin récupère ce titre courant 1980,. Au cours de l'année, il participe au concours d'homme fort The World's Strongest Man  où il se classe 7e,. Il continue à travailler dans diverses fédérations jusqu'en 1982.

#### World Wrestling Federation (1982–1983)
Billy Graham retourne à la World Wrestling Federation (WWF) en 1982. Son gimmick change radicalement puisqu'il se rase le crâne et cesse de faire des poses de culturiste pour incarner un pratiquant d'arts martiaux. Le 21 novembre, il affronte Bob Backlund dans un match pour le championnat du monde poids lourd de la WWF qui se conclut par la disqualification des deux catcheurs. Après ce combat, ils continuent à se battre en dehors du ring. Ils s'affrontent à nouveau le 28 décembre dans un Lumberjack match. Au cours de cet affrontement, Backlund étrangle son adversaire mais Graham ne tape pas pour signaler sa soumission ; cependant l'arbitre décide de donner la victoire à Backlund.
Il reste à la WWF jusqu'en avril 1983. Son dernier combat est une défaite face à Jimmy Snuka au Madison Square Garden.

#### National Wrestling Alliance (1983–1986)
Billy Graham retourne à l'American Wrestling Association à l'automne 1983.
En 1984, il part en Floride travailler à la Championship Wrestling from Florida où il intègre le clan Army of Darkness pendant quelques semaines. Il quitte ce clan après avoir attaqué Kevin Sullivan quand ce dernier frappe Fallen Angel,. Leur rivalité se conclut quand Sullivan et les membres de l'Army of Darkness attachent Graham pour l'abandonner dans le désert,. De plus, il ajoute au cours de son passage le championnat poids lourd de Floride de la National Wrestling Alliance à son palmarès après sa victoire face à Billy Jack le 10 juin. Son règne prend fin le 29 juillet après sa défaite face à Scott McGhee.

#### Nouveau retour à la WWE (2004-2006)
Le 14 mars 2004, Graham est introduit au Hall of Fame par Triple H. Neuf mois plus tard, Graham fait son retour à la WWE dans un house show le 28 décembre, et est interviewé par Jonathan Coachman. Le 25 février 2005, Graham apparaît dans un autre house show, et est encore interviewé par Jonathan Coachman. Trois jours plus tard, il apparaît à Raw, encourageant Randy Orton à faire quelque chose pour se faire remarquer. Le 3 octobre au WWE Homecoming, Graham participe à une cérémonie de Légendes avec 24 autres Légendes de la WWE. Le 23 janvier 2006 à Raw, il fait la promotion de son livre et de son DVD.
Il annonce le 25 août 2014 qu'il ne lui reste plus que deux ans à vivre, d'après l'annonce des médecins. Il dit qu'il va mourir à cause de l'hépatite C, maladie qui lui a été transmise par Abdullah the Butcher lors d'un combat qui s'est déroulé en 1985.

### Vie privée

#### Famille
Colemam est un catholique born again. Il épouse Madelyn Miluso avec qui il a deux enfants : Capella qui est née en 1972 et Joey en 1975. Ils divorcent, puis il épouse Valerie Irwin.

#### Ennuis de santé
Coleman est atteint d'une cirrhose en plus d'avoir l'hépatite C. Au début des années 2000, il souffre d'insuffisance hépatique et on lui greffe un foie le 18 octobre 2002.

## Style de catch
Graham n'est pas connu pour son style de catch spectaculaire sur le ring mais pour son personnage de catcheur musclé charismatique à l'aise lors des interviews. Ce personnage influence notamment Hulk Hogan et Triple H qui deviennent dans les décennies suivantes deux des catcheurs les plus populaires en Amérique du Nord.

## Palmarès

### En boxe
| Décision possible : KO • TKO (KO technique) • UD (décision aux points unanime) • MD (décision aux points majoritaire) • SD (décision aux points partagée) • D (match nul) • NC (sans décision) • RTD (abandon) |        |              |      |       |                 |                                           |       |
| Résultat | Record | Adversaire   | Type | Round | Date            | Lieu                                      | Notes |
| Défaite | 0-1    | Willis Miles | TKO  | 1     | 21 octobre 1966 | Madison Square Garden, New York, New York |       |

### En catch
- Big Time Wrestling
  - 2 fois champion du monde par équipes de la National Wrestling Alliance (version San Francisco) avec Pat Patterson[17]
- Big Time Wrestling (en)
  - 4 fois champion du Texas de coup de poing américain de la National Wrestling Alliance[49]
- Championship Wrestling from Florida
  - 2 fois champion poids lourd de Floride de la National Wrestling Alliance[50]
  - 1 fois champion par équipes de Floride de la National Wrestling Alliance avec Ox Baker (en)[51]
- Continental Wrestling Association (CWA)
  - 1 fois champion du monde poids lourd de la CWA[52]
- International Wrestling Enterprise
  - 1 fois champion du monde poids lourd de l'International Wrestling Alliance[21]
- Mid-Pacific Promotions
  - 1 fois champion poids lourd d'Hawaï de la National Wrestling Alliance[53]
- World Wide Wrestling Federation / World Wrestling Entertainment
  - 1 fois Champion Poids-Lourds de la WWWF
  - Membre du Hall of Fame depuis 2004
  - Slammy Award Hulk Hogan Real American Award (1987)

## Récompenses des magazines
- Pro Wrestling Illustrated
  - Catcheur le plus détesté de l'année 1973[54]
  - 2e catcheur de l'année 1977[54]
  - 3e catcheur le plus détesté de l'année 1977[54]
  - 3e catcheur le plus détesté de l'année 1982[54]
  - 4e catcheur le plus inspirant de l'année 1987[54]
- Wrestling Observer Newsletter
  - Membre du Wrestling Observer Newsletter Hall of Fame (1996)[54]